# Брайрс
Брайрс (англ. Briars, «Шиповник») — название небольшого летнего домика, в котором Наполеон Бонапарт оставался в первые несколько недель своей ссылки на острове Святой Елены в конце 1815 года. Домик находился в саду английского торговца Уильяма Балкомба, который стал поставщиком для Наполеона. Его 14-летняя дочь Элизабет Люсия Балкомб (известная как Бетси Балкомб) была единственным членом семьи, которая говорила по-французски, и стала семейным переводчиком. Из-за близости своей семьи к Наполеону Балкомб вызвал подозрение у губернатора Хадсона Лоу, и в 1818 году он был вынужден покинуть остров и вернуться в Англию. Затем в Брайрсе проживал адмирал, назначенный на остров Святой Елены.
По совпадению, герцог Веллингтон также останавливался в Брайрс в 1805 году, по возвращении со службы в Индии. 3 апреля 1816 года он написал адмиралу, командующему гарнизоном: «Вы можете сказать Бони, что я нахожу его апартаменты в Елисейском дворце очень удобными, и надеюсь, что ему нравятся мои апартаменты у Балкомбов». В 1827 году британская Ост-Индская компания купила домик за 6000 фунтов стерлингов и использовала его для изготовления шёлка и выращивания тутовых деревьев. В 1959 году домик был куплен правнучкой Уильяма Балкомба Мейбл Брукс. Она подарила его французскому правительству, которое в 1960 году наградило её Орденом Почётного легиона в знак признательности за её щедрый жест. Он стал третьим из французских владений на острове вместе с его первой могилой и Лонгвуд-Хаусом.
Позже Балкомбу предложили должность в Австралии, и там основали новое поместье под названием «Брайрс» в районе Карвулы в Новом Южном Уэльсе. Считается, для этого нового поместья он привёз в Австралию два растения: шиповник красно-бурый (Rosa rubiginosa) и плакучую иву (Salix babylonica). Ива росла рядом с могилой Наполеона на острове Святой Елены, и Балкомб взял черенки с этого дерева.
Младший сын Уильяма, Александр Битсон Балкомб, назвал свой земельный участок и усадьбу на горе Марты «Брайрс» (этот участок ранее был известен как Чен Чен Гюррюк, или Тичингорук).